# Figarolica (Vrsar)
Figarolica je nenaseljeni otočić uz zapadnu obalu Istre, dio Vrsarskog otočja.
Površina otoka je 3760 m2, duljina obalne crte 226m, a visina 3 metra.
Prema Zakonu o otocima, a glede demografskog stanja i gospodarske razvijenosti, Figarolica je svrstana u "male, povremeno nastanjene i nenastanjene otoke i otočiće" za koje se donosi programe održivog razvitka otoka.
U Državnom programu zaštite i korištenja malih, povremeno nastanjenih i nenastanjenih otoka i okolnog mora Ministarstva regionalnoga razvoja i fondova Europske unije, svrstana je pod hridi. Pripada općini Vrsar.

## Vanjske poveznice
|  | Zajednički poslužitelj ima još gradiva o temi Figarolica (Vrsar) |